# Tōkai (Ibaraki)
Tōkai (jap. 東海村 Tōkai-mura) – wieś w Japonii, na wyspie Honsiu, w prefekturze Ibaraki. Według danych na rok 2020 miejscowość zamieszkiwało 37 891 mieszkańców , a gęstość zaludnienia wyniosła 997,1 os./km².